# 1UP
1UP (One United Power) és un col·lectiu artístic alemany dedicat al grafit en l'espai públic, format al barri de Kreuzberg de Berlin l'any 2003.
Es desconeix quantes persones pertanyen al grup atès que la majoria dels grafits de 1UP són il·legals en realitzar-se sense permís de la propietat. El 2011, 1UP va presentar la pel·lícula One United Power, que documenta internacionalment el treball del grup pintant a París, Istanbul i Tailàndia i altres ciutats. L'estrena va tenir lloc el 10 de desembre de 2011 al cinema Babylon. El setembre de 2014, la galeria Urban Spree de Berlín va exposar diverses obres de One United Power amb el títol «I am 1UP». El maig de 2015, la segona edició del llibre de fotografies «I am 1UP» va ser publicat per Publikat-Verlag Und Handels Kg.
L'agost de 2017, la policia comptabilitzava més de 300 denúncies contra 1UP. No obstant això, l'Oficina Estatal d'Investigació Criminal de Berlín no ha pogut enxampar el grup des del 2003, car els membres, a més de canviants, provenen tant Alemanya com de l'estranger i deixen poques pistes que puguin menar a la seva detenció. Els grafiters sempre pinten amb la cara tapada, porten guants i s'encarreguen de manipular els sistemes de videovigilància que hi pugui haver.
Des del maig del 2018, una exposició itinerant anomenada «One week with 1UP» va recórrer ciutats com Berlín, París, Tòquio, Nova York i Milà, en la qual es van mostrar imatges en col·laboració amb la coneguda fotògrafa d'art de carrer Martha Cooper. Alhora va aparèixer un llibre homònim de l'exposició.

## Estil

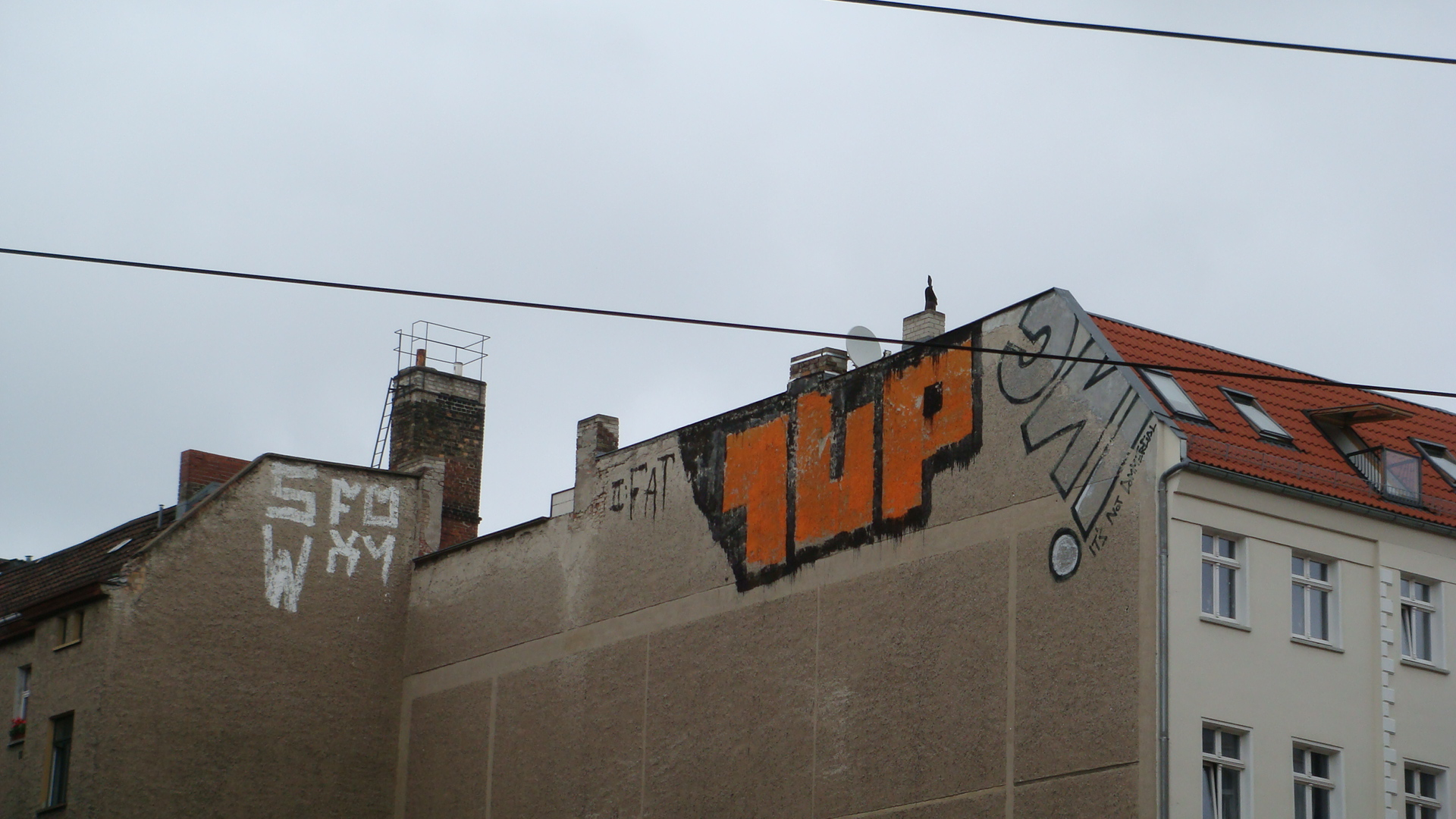
Rollerbombing de 1UP en la paret d'un edifici

1UP utilitza principalment graffitis de gran format amb el seu nom en llocs destacats de l'espai públic com trens, façanes, terrats i inclús un vaixell. Amb aquest propòsit s'utilitzen tant esprais tradicionals com galledes i corrons de pintar. En les peces sovint es fa servir pintura de color plata perquè cobreix bé la superfície i reflecteix el dibuix. Es poden trobar vídeos detallats de les accions del grup a Internet, alguns dels quals també realitzats durant el dia. Al llibre King Kool City Berlin, el col·lectiu va comentar sobre l'elecció dels espais per als seus graffitis:
| « | L'espai urbà pertany a tothom i pot pintar-se. El graffiti no és destrucció. | » |